# Supercalentador

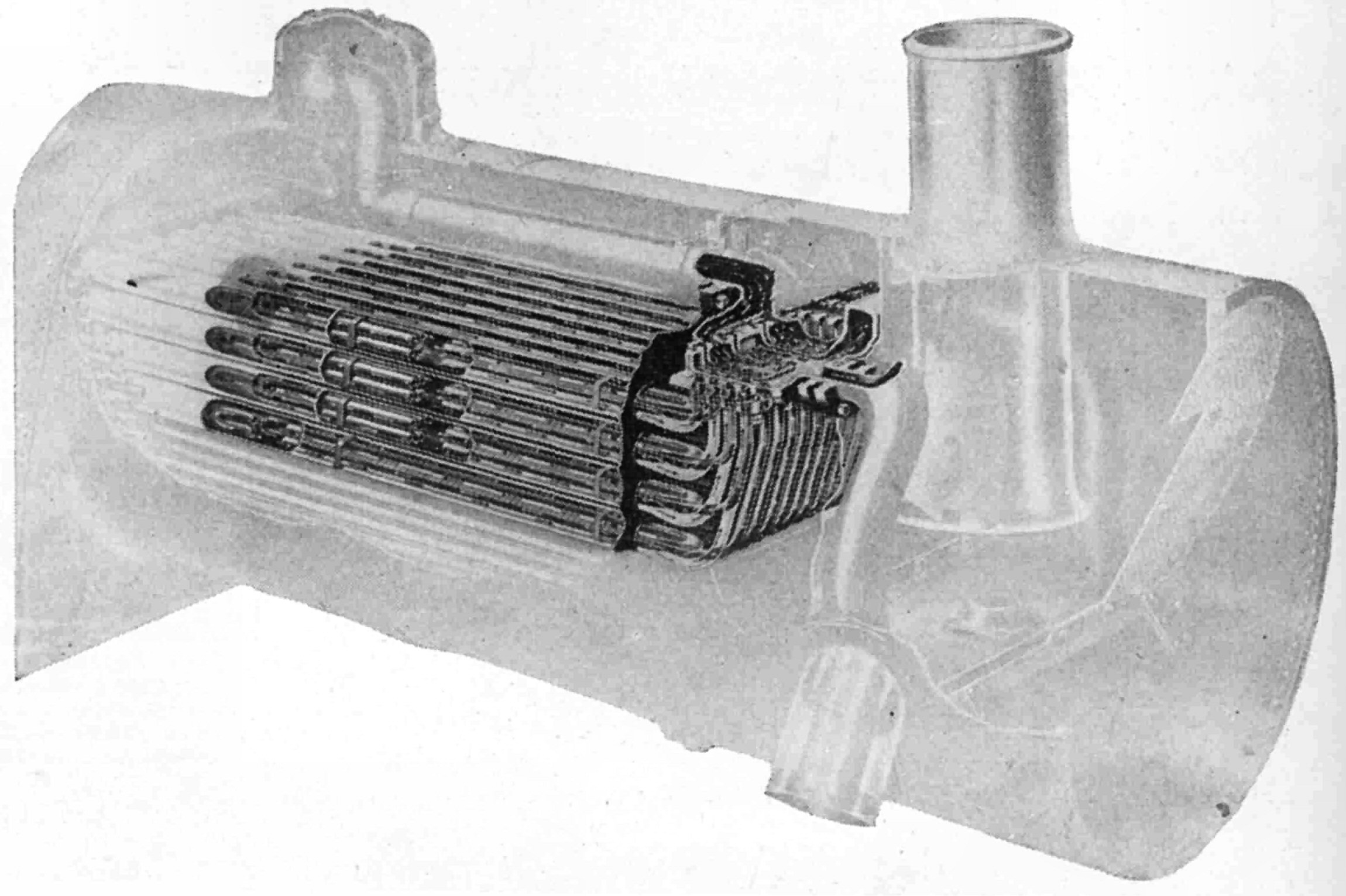
Ubicación de un supercalentador en una locomotora de vapor.

Un supercalentador es un dispositivo que se encuentra en un motor a vapor que calienta el vapor generado por la caldera nuevamente, incrementando su energía térmica y haciendo decrecer la posibilidad de condensación dentro del motor. Los supercalentadores incrementan la eficiencia del motor de vapor y han sido ampliamente adoptados actualmente. El vapor que ha sido supercalentado es conocido lógicamente como vapor supercalentado; el vapor que no ha sido calentado es conocido como vapor saturado o vapor húmedo. Los supercalentadores fueron aplicados en locomotoras de vapor a principios del siglo XX, vehículos impulsados por vapor y centrales de generación de energía. La instalación de un supercalentador tiene el efecto de reducir la cantidad de trabajo que se debe realizar para producir la misma cantidad de energía. En otras palabras, instalar un supercalentador tiene el efecto de incrementar la capacidad de la planta con el mismo flujo de vapor.